# Anthometra
Anthometra là một chi bướm đêm thuộc họ Geometridae.

## Các loài
- Anthometra plumularia (Boisduval, 1840)[1]